# Provincetown Harbor

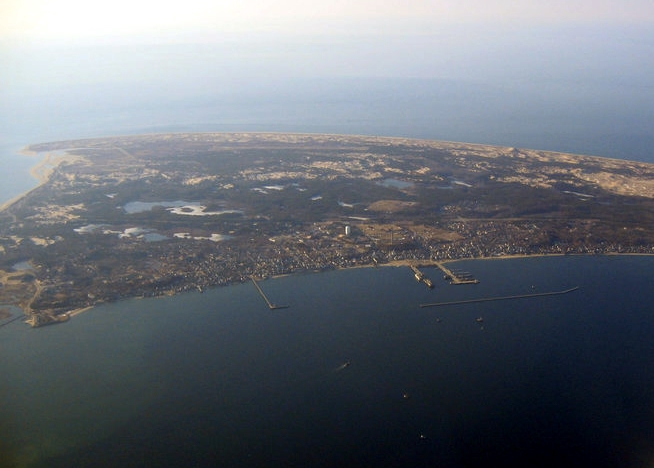
Provincetown Harbor

Provincetown Harbor är en naturlig hamn i staden Provincetown i Massachusetts i USA.
1805 hittades här en stenmur som anses ha byggts av vikingen Thorvald Eiriksson runt år 1007, och det sägs att han reparerade sitt vikingaskepp här.

### Fotnoter
1. ↑  ”The Norse Wall House on Wikimapia”. http://www.wikimapia.org/#y=42044397&x=-70193120&z=16&l=0&m=h&v=2. Läst 13 februari 2007.
2. ↑  ”The Norse Wall”. capelinks.com. http://www.capelinks.com/cape-cod/main/entry/the-norse-wall/. Läst 13 februari 2007.
3. ↑  ”The Visiting Vikings”. http://www.provincetown-ma.gov/DocumentCenter/View/874/Timeline?bidId=. Läst 13 februari 2007.

42°02′42″N 70°10′12″V / 42.045°N 70.170°V